# اتفاقية لوكسمبورغ

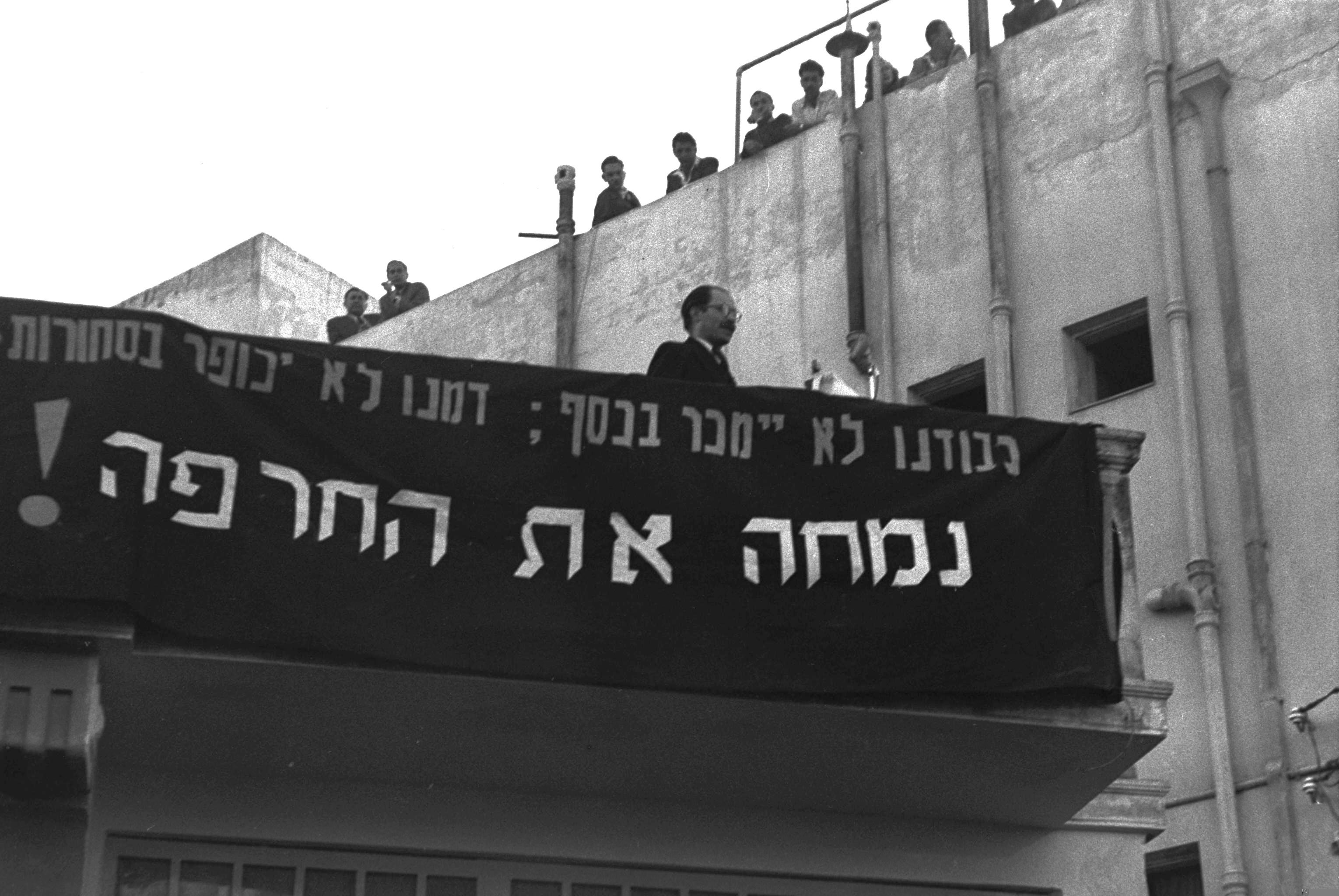

اتفاقية لوكسمبورغ أو اتفاقية دفع التعويضات الألمانية (بالألمانية: Deutsche Wiedergutmachungspolitik) هي اتفاقية بين دولة إسرائيل وجمهورية ألمانيا الاتحادية تم التوقيع عليها في سبتمبر 1952 والتزمت ألمانيا فيها بدفع تعويضات لليهود الناجين من الهولوكوست ولدولة إسرائيل باعتبارها الدولة التي ترث حقوق الضحايا اليهود والتي تعتني بتأهيل أغلبية الناجين اليهود. في إطار هذه الاتفاقية دفعت جمهورية ألمانيا الاتحادية لدولة إسرائيل ما يقدر بـ 3 مليارات مارك ألماني غربي في غضون 12 عاما ما بين عام 1953 و1965، كذلك التزمت حكومة ألمانيا بدفع معاش شهري لكل يهودي أينما كان، إذا أثبت تعرضه لمطاردة الحكم النازي في أوروبا منذ 1933 وحتى نهاية الحرب العالمية الثانية.
حينما وقعت الاتفاقية كانت الجمهورية الاتحادية مكونة من محافظات ألمانيا الغربية فقط، ولذلك نصت الاتفاقية على دفع ثلثين من مبلغ التعويضات، بينما ألقيت مسؤولية دفع الثلث الباقي على الجمهورية الألمانية الديمقراطية، أي ألمانيا الشرقية. ولم يتم دفع باقي المبلغ إلا بعد إعادة توحيد ألمانيا في 1991 إذ رفضت ألمانيا الشرقية الانضمام إلى الاتفاقية.
أثارت الاتفاقية معارضة شديدة في إسرائيل خاصة من قبل الحركات الصهيونية اليمينية برئاسة مناحيم بيغن، والتي اعتبرتها تحقيرا لذكر ضحايا النازية. أما الحكومة الإسرائيلية برئاسة دافيد بن غوريون فبررت الاتفاقية بالوضع الاقتصادي الخطير الذي تعرضت له إسرائيل في السنوات الأولى بعد تأسيسها وبضرورة تحسين مستوى حياة الناجين اليهود. من الناحية الدولية فتحت الاتفاقية الباب أمام تطبيع العلاقات بين ألمانية الغربية وإسرائيل، ويسرت على ألمانيا استعادة مكانتها في المجتمع الدولي.

## تاريخ
بعد استسلام ألمانيا في 1945 قدم حاييم فايتسمان رئيس الاتحاد الصهيوني العالمي استدعاء لدول الحلفاء باسم الشعب اليهودي طلب فيه دفع التعويضات مقابل ممتلكات اليهود ضحايا الإبادة النازية. كان هذا الاستدعاء واحدا من الاستدعاءات العديدة التي قدمتها الدول التي احتلها الجيش الألماني ضمن الحرب، غير أن فايتسمان قدم طلبه قبل تأسيس دولة إسرائيل باسم شعب وليس باسم دولة. لذلك رفضت دول الحلفاء قبوله.
في مايو 1948 تأسست دولة إسرائيل وفي 1949 تأسست دولتين ألمانيتين جديدتين: جمهورية ألمانية الاتحادية في المناطق التي أدارتها كل من الولايات المتحدة، بريطانيا وفرنسا، والجمهورية الألمانية الديمقراطية في المنطقة التي أدارها الاتحاد السوفياتي. في ذلك الحين واصلت المؤسسات اليهودية في أنحاء العالم المقاطعة التي بدأت عندما تولى الحزب النازي السلطة في ألمانيا. أما دولة إسرائيل فتبنت في سنواتها الأولى سياسة مضادة لألمانيا ولكنها اكتفت بتعبيرها بشكل رمزي حيث امتنعت من عرض الرموز الألمانية وطبعت في جوازات السفر الإسرائيلية ملاحظة: «صالح في كل مكان ما عدا ألمانيا» (من أراد زيارة ألمانيا كان عليه طلب الموظف المصدر لجواز السفر حذف كلمات «ما عدا ألمانيا»).
مع ذلك سعت إسرائيل الاندماج في كتلة الدول الغربية التي أصبحت ألمانيا الغربية بعجلة جزءا لا يتجزأ منه. على سبيل المثال، في 1951 انضمت ألمانيا الغربية إلى مجلس أوروبا، وفي 1955 انضمت إلى تحالف ناتو. من ناحية أخرى، عانت إسرائيل في بداية الخمسينات من عوز مالي خطير حيث اضطرت على فرض نظام التقنين في بيع المواد الغذائية والوقود. نبعت هذه الحالة الاقتصادية من حالة الحرب المستمرة بين إسرائيل والدول المجاورة لها ومن استيعاب حوالي 700 ألف مهاجر، معظمهم من اللاجئين اليهود في أوروبا، ولكن بعضهم من المجتمعات اليهودية في اليمن والعراق.
في 1950 قررت الحكومة الإسرائيلية مبادرة التفاوض مع ألمانيا الغربية لمطالبة التعويضات الشخصية للناجين من المطاردة النازية والتعويضات العامة لإسرائيل كممثلة لشعب اليهودي. في المرحلة الأولى لتحقيق القرار امتنعت الحكومة الإسرائيلية من التوجه المباشر لحكومة ألمانيا الغربية وبدلا من ذلك توجهت إلى دول الحلفاء سابقا. ردت حكومات كل من الولايات المتحدة والمملكة المتحدة وفرنسا بأنها لا تستطيع فرض دفع أكثر من التعويضات على ألمانيا، بينما امتنع الاتحاد السوفياتي من الجواب. عقب هذا الرد أمر رئيس الوزراء الإسرائيلي دافيد بن غوريون التوجه المباشر إلى الحكومة الألمانية بشكل سري إذ كان هذا التفاوض أمرا مثيرا للجدل داخل إسرائيل.
في اجتماع سري بين موظفين إسرائيليين والمستشار الألماني كونرد أديناور في أبريل 1951 وافق أديناور مبدئيا على الاعتراف بمسؤولية ألمانيا عن جرائم ضد الشعب اليهودي في الحرب العالمية الثانية وعلى دفع التعويضات. في سبتمبر 1951 ألقى أديناور خطابا في البوندستاج (البرلمان الألماني الاتحادي) أعلن فيه اعتراف ألمانيا بمسؤوليتها لمأساة اليهود. أقر البوندستاج الإعلان وفتح الباب أمام مفاوضات رسمية مع إسرائيل. في نوفمبر من هذا العام دعا ناحوم غولدمان رئيس الوكالة اليهودية والمؤتمر اليهودي العالمي 23 منظمة يهودية في أنحاء العالم إلى مؤتمر خاص حيث أقيمت «لجنة المطالبات» (بالعبرية: ועידת התביעות بالإنكليزية: Claim Conference) التي أدارت المفاوضات مع الحكومة الألمانية باسم المنظمات اليهودية ودولة إسرائيل.
في 10 سبتمبر 1952، بعد 6 أسهر من المفاوضات، اتفق الجانبان على سلسلة من البروتوكولات والاتفاقيات التي نصت على تشكيل جهاز قانوني وإداري لدفع التعويضات.

## المعارضة للاتفاقية في إسرائيل
بدأت الاحتجاجات ضد الاتفاقية منذ كشف النقاب عن المفاوضات بشأنها في نهاية 1951 وبلغت منتهاها في 7 يناير 1952 عندما ناقش الكنيست (البرلمان الإسرائيلي) الاتفاقية. في هذا اليوم نظم حزب «حيروت» اليميني برئاسة مناحيم بيغن (والذي اندمج لاحقا في حزب الليكود) مسيرة تظاهرية في القدس (الغربية) حيث قال بيغن: «هذه الحكومة التي تبدأ المفاوضات مع القاتلين طامسي شعبنا سوف تكون حكومة شريرة تؤسس حكمها على السلاح». في هذا الخطاب دعا بيغن إلى التمرد المدني ومقاطعة دفع الضرائب. عندما انتهى بيغن من إلقاء كلامه أخذ المتظاهرين يمشون تجاه مبنى الكنيست حيث اشتبكوا مع رجال الشرطة. ألقى المتظاهرين الأحجار على الشرطيين ومبنى الكنيست مما أدى إلى إصابة 100 شرطي وعضو كنيست واحد بجروح. عقب المظاهرة قرر الكنيست معاقبة بيغن وحظر عليه أداء مهماته كعضو الكنيست لمدة بضعة أشهر. بعد ثلاثة أيام من النقاش فوض الكنيست الحكومة الإسرائيلية إلى مواصلة المفاوضات مع ألمانيا والتوقيع على الاتفاقية بأغلبية 61 عضوا مقابل 50 معارضا وبامتناع 6 أعضاء عن التصويت وغياب 3 أعضاء.

## نتائج الاتفاقية

### في إسرائيل
حلت الاتفاقية مشكلة العوز المالي الذي عانت إسرائيل منه مما أدى إلى رفع نظام التقنين تدريجيا وخفض نسبة التضخم المالي من 66% في 1952 إلى 4-5% سنويا في السنوات المتلاحقة. كانت المدفوعات الألمانية جزءا كبيرا من موارد الميزانية الإسرائيلية لمدة 12 عاما. عند انتهاء فترة دفع التعويضات شهدت إسرائيل أزمة اقتصادية ولكنه كان أقل شدة مما شهدته في سنواتها الأولى. مع أن الاتفاقية لم تنص حرفيا على تطبيع العلاقات بين إسرائيل وألمانية الغربية تفاهم الجانبان على أنها المرحلة الأولى في تسخين العلاقات بينهما. أرسلت إسرائيل بعثة إلى ألمانيا الغربية لمراقبة تطبيق الاتفاقية والتي أصبحت وفدا ديبلوماسيا. في 1956 طلبت إسرائيل تبادل السفراء ولكن ألمانيا الغربية رفضت خشية من تأزم علاقاتها مع الدول العربية. في 1965 قررت الحكومة الألمانية تعزيز علاقتها مع إسرائيل وتبادل السفراء معها على حساب علاقاتها مع العالم العربي. ألغت إسرائيل من جانبها مقاطعة الرموز والبضائع الألمانية بعد التوقيع على الاتفاقية بقليل وبدأت التعاون التجاري والأمني مع ألمانيا الغربية.
أدى دفع التعويضات الشخصية للناجين من الهولوكوست إلى تحسين مستوى حياتهم بشكل ملموس وخلص معظمهم من الفقر. رفض بعضهم، خصوصا من أعضاء الأحزاب اليمينية المعارضة للاتفاقية، تقديم طلب التعويضات الشخصية للحكومة الألمانية. بلغ عدد المستحقين للمعاش الشهري أكثر من 278000 نسمة في أنحاء العالم اليوم..
من ناحية أخرى لعب دفع التعويضات دورا في توسيع الفرق الاقتصادي الاجتماعي بين الطوائف اليهوية في إسرائيل. بينما تحسن مستوى حياة الكثير من اليهود الأوروبيي الأصل، بقيت نسبة الفقر عند اليهود من شمال أفريقيا مرتفعة. حددت الاتفاقية المعايير لتسليم المدفوعات، واستثنت اليهود الذين لجؤوا إلى بلدان خارج سيطرة الجيش الألماني وكذلك يهود شمال إفريقية الذين خضعوا لمطاردة الألمان وحلفائهم منذ سقوط فرنسا في 1940 وحتى معركة العلمين في نوفمبر 1942.